# 神共にいまして
「神共にいまして」（かみともにいまして、英語: God Be with You Till We Meet Again）は、キリスト教の賛美歌。送別の歌としても世界中で多く歌われる。
原作者ジェレマイア・ランキン牧師が、Goodbyeの語源がGod be with you であることを考えて、1882年に自発的に作ったと述べている。ランキンがウィリアム・トウマ (William Tomer) に作曲を依頼した。ワシントンの教会のオルガニストビショフがトウマの曲を選んだ。その後ランキンが牧会していたワシントンの第一会衆教会で最初に歌われ、彼が編纂したGospel Bellに収められて一般に紹介された。
今日では賛美歌の枠を超えて、世界的な送別の歌になった。教会では葬儀・出棺の際に歌われることも多い。民謡的で感傷的なことから標準的な賛美歌として不適当とされ米国の賛美歌からは姿を消した。ゴスペルソング集や一般の民謡集に収録されることが多い。

## 所収
- 讃美歌 (1954年版) 405番
- 聖歌 (1958年版) 348番
- 讃美歌21 (1997年) 465番
- 聖歌 (総合版) (2002年版) 337番
- 救世軍歌集 (1997年、救世軍出版供給部) 394番
- 日本聖公会聖歌集 (2008年、聖公会出版) 522番
- カトリック聖歌集 660番

## この曲が使用された作品
- 私は貝になりたい - 1958年放映のテレビドラマ版で用いられた。2008年版の映画でも、主人公・清水豊松が同室の大西三郎の死刑執行を見送るシーンでリフレインが流れた。
- 夜霧のブルース - 1963年・日活（出演：石原裕次郎、浅丘ルリ子）。主人公とその恋人との幸福な日々の回想シーンで流れた（演奏のみ）。
- 髪を洗う女 - 1983年・中島みゆきのアルバム・『予感』に収録されており、冒頭で男性コーラスで歌われている。
- GIVER 復讐の贈与者 - 2018年・テレビ東京ドラマ24。第4話で使用。